# Blue Slide Park
Blue Slide Park is het debuutalbum van de Amerikaanse rapper Mac Miller. Het album werd aangekondigd in juli 2011 en werd uitgegeven op 8 november 2011.  De albumhoes werd ontworpen door zijn oudere broer Miller McCormick en Redtape Design.

## Promotie
Op 5 juli 2011 kondigde Mac Miller de naam van Blue Slide Park aan op zijn YouTubepagina. Op 22 augustus, bevestigde Mac Miller via Twitter dat de eerste single, "'Frick Park Market, zou worden uitgebracht op 18 augustus om 18:00 uur samen met een videoclip. Dit lied kwam binnen op nummer 60 op de Amerikaanse Billboard Hot 100. Smile Back werd uitgebracht 23 september. Het titelnummer, Blue Slide Park, werd vrijgegeven 13 oktober.

## Ontvangst
Blue Slide Park werd over het algemeen gemengde beoordelingen ontvangen door muziekcritici. Op Metacritic, een site die een totaalscore berekent op basis van een aantal professionele beoordelingen, heeft het album een score van 58/100 (op basis van 8 artikelen), die "gemengde of gemiddelde beoordelingen" geeft. Jon Garcia van AllHipHop.com gaf het album een waardering van 6,5 uit 10. Jordan Sargent van Pitchfork Media gaf het album een waardering van 1 op de 10.

## Nummers
| Nr. | Titel              | Muziek                                             | Producer(s)              | Duur |
| --- | ------------------ | -------------------------------------------------- | ------------------------ | ---- |
| 1.  | English Lane       | Dominic Angelella, Mac Miller                      | Ritz Reynolds            | 1:35 |
| 2.  | Blue Slide Park    | Eric Dan, Jeremy Kulousek, Mac Miller              | I.D. Labs                | 2:25 |
| 3.  | Party on Fifth Ave | Dan, Kulousek, Mac Miller                          | I.D. Labs                | 2:53 |
| 4.  | PA Nights          | Benjamin Hazlegrove, Mac Miller, William Lane Shaw | Mansions on the Moon     | 3:04 |
| 5.  | Frick Park Market  | Dan, Kulousek, Mac Miller                          | I.D. Labs                | 3:17 |
| 6.  | Smile Back         | Dan, Kulousek, Mac Miller                          | I.D. Labs                | 2:44 |
| 7.  | Under the Weather  | Dan, Kulousek, Mac Miller                          | I.D. Labs                | 4:21 |
| 8.  | Of the Soul        | Dan, Kulousek, Mac Miller                          | I.D. Labs                | 3:28 |
| 9.  | My Team            | Mac Miller, Michael Volpe                          | Clams Casino             | 2:23 |
| 10. | Up All Night       | Dan, Kulousek, Mac Miller                          | Mac Miller, I.D. Labs    | 3:29 |
| 11. | Loitering          | Dan, Mac Miller, Lloyd Ohmedhebo                   | Young L, I.D. Labs       | 3:11 |
| 12. | Hole in My Pocket  | Angelella, Mac Miller                              | Ritz Reynolds            | 0:36 |
| 13. | Diamonds & Gold    | Dan, Kulousek, Mac Miller                          | I.D. Labs                | 3:20 |
| 14. | Missed Calls       | Mac Miller                                         | Ritz Reynolds            | 2:58 |
| 15. | Man in the Hat     | Dan, Mac Miller                                    | Ritz Reynolds, I.D. Labs | 3:17 |
| 16. | One Last Thing     | Mac Miller, Volpe                                  | Clams Casino             | 2:59 |